# مارك ألموند
بيتر مارك سينكلير ألموند (بالإنجليزية: Marc Almond) (من مواليد ساوثبورت 9 يوليو 1957)
هو موسيقي ومغن مؤلف إنجليزي.

## وصلات خارجية
- مارك ألموند على موقع IMDb (الإنجليزية)
- مارك ألموند على موقع ميوزك برينز (الإنجليزية)
- مارك ألموند على موقع إن إن دي بي (الإنجليزية)
- مارك ألموند على موقع أول ميوزيك (الإنجليزية)
- مارك ألموند على موقع ديسكوغز (الإنجليزية)
- مارك ألموند على موقع ديسكوغز (الإنجليزية)
- مارك ألموند على موقع قاعدة بيانات الفيلم (الإنجليزية)
- الموقع الرسمي
- مارك ألموند في ماي سبيس.
- مقابلة مع مارك ألموند حول حادث سيارة له في ساوثبرت